# Джеферсън (окръг, Монтана)
Вижте пояснителната страница за други населени места с името Джеферсън.
Окръг Джеферсън (на английски: Jefferson County) е окръг в щата Монтана, Съединени американски щати. Площта му е 4297 km², а населението - 11 891 души (2017). Административен център е град Боулдър.